# 髙田椋汰
髙田 椋汰（たかだ りょうた、2000年6月10日 - ）は、宮崎県延岡市出身のプロサッカー選手。Jリーグ・ベガルタ仙台所属 。ポジションはディフェンダー（サイドバック）。

## 略歴
小学生時代は、太陽延岡SCで全国大会に出場。日章学園中では、全国準優勝。日章学園高校では、2年連続選手権出場。高校大学では、センターバックとしてプレーしていたが、大学3年生のときに右サイドバックにコンバート、インカレ準優勝、デンソーチャレンジの関西選抜に選出。2022年8月13日、J2リーグ第31節のいわてグルージャ盛岡戦でJデビューを果たした。2023年は、開幕スタメンに抜擢されフル出場。ひらはたフットボールクラブ２・3月度月間ベスト11に選出された。
2024年、ベガルタ仙台に完全移籍。クラブのキャンプ地としてゆかりがある延岡市出身で初の在籍選手。加入の決め手は「クラブが必要として声をかけてくれたり、敵として感じたユアテックスタジアム仙台の雰囲気の中でピッチに立って勝利に貢献したいという思いがあった。」と述べた。5月6日、J2リーグ第14節の鹿児島ユナイテッドFC戦でJ初ゴールを挙げた。

## 選手としての特徴
対人守備に強く、機を見た攻め上がりも魅力。最後まで諦めないハードワークが強み。ロングスローでペナルティーエリア内に向けて力強いボールを放り込むことができる。

## 所属クラブ
- 太陽延岡ＳＣ
- 日章学園中
- 日章学園高
- 阪南大
  - 2022年   ブラウブリッツ秋田　（特別指定選手）
- 2023年  ブラウブリッツ秋田
- 2024年 -  ベガルタ仙台

## 個人成績
| 国内大会個人成績 | 国内大会個人成績 | 国内大会個人成績 | 国内大会個人成績 | 国内大会個人成績 | 国内大会個人成績 | 国内大会個人成績 | 国内大会個人成績 | 国内大会個人成績 | 国内大会個人成績 | 国内大会個人成績 | 国内大会個人成績 |
| 年度             | クラブ           | 背番号           | リーグ           | リーグ戦         | リーグ戦         | リーグ杯         | リーグ杯         | オープン杯       | オープン杯       | 期間通算         | 期間通算         |
| 年度             | クラブ           | 背番号           | リーグ           | 出場             | 得点             | 出場             | 得点             | 出場             | 得点             | 出場             | 得点             |
| 日本             | 日本             | 日本             | 日本             | リーグ戦         | リーグ戦         | リーグ杯         | リーグ杯         | 天皇杯           | 天皇杯           | 期間通算         | 期間通算         |
| ---------------- | ---------------- | ---------------- | ---------------- | ---------------- | ---------------- | ---------------- | ---------------- | ---------------- | ---------------- | ---------------- | ---------------- |
| 2022             | 秋田             | 22               | J2               | 2                | 0                | -                | -                | 0                | 0                | 2                | 0                |
| 2023             | 秋田             | 22               | J2               | 40               | 0                | -                | -                | 0                | 0                | 40               | 0                |
| 2024             | 仙台             | 2                | J2               | 27               | 2                | 1                | 0                | 0                | 0                | 28               | 2                |
| 2025             | 仙台             | 2                | J2               |                  |                  |                  |                  |                  |                  |                  |                  |
| 通算             | 日本             | 日本             | J2               | 69               | 2                | 1                | 0                | 0                | 0                | 70               | 2                |
| 総通算           | 総通算           | 総通算           | 総通算           | 69               | 2                | 1                | 0                | 0                | 0                | 70               | 2                |

- 公式戦初出場 - 2022年8月13日 J2第31節 vsいわてグルージャ盛岡（いわぎんスタジアム）

- 公式戦初得点 - 2024年5月6日 J2第14節 vs鹿児島ユナイテッドFC（白波スタジアム）